# Edina Altara
Edina Altara (Sassari, 9 luglio 1898 – Lanusei, 11 aprile 1983) è stata un'illustratrice, decoratrice, pittrice e ceramista italiana.

## Biografia
Terza di quattro sorelle (Aurora, Lavinia e Iride), Edina Altara nasce e cresce a Sassari in una famiglia borghese. Il padre, Eugenio Altara, era un oculista originario di Bitti (Nuoro), la madre, Gavina Campus, proveniva da una facoltosa famiglia di Pattada (Sassari). Fin da bambina Edina mostra una notevole propensione per il disegno, i colori e l'uso della carta. Giovanissima, incoraggiata anche dal pittore sassarese Giuseppe Biasi, amico di famiglia, inizia la sua carriera artistica come autodidatta e a soli diciotto anni, nel 1917, durante la mostra della Società degli Amici dell'Arte di Torino, ha l'onore di vedere acquistato dal re Vittorio Emanuele III il collage "Nella terra degli intrepidi sardi" (noto anche con il titolo "Jesus salvadelu"), ora esposto al Quirinale.
Artisti come lo scultore Leonardo Bistolfi le scrivono lettere di elogio e il suo lavoro viene segnalato da importanti critici tra i quali Ugo Ojetti, Raffaello Giolli, Margherita Sarfatti, Corrado Ricci e Luigi Bartolini.
Dopo il matrimonio con Vittorio Accornero de Testa, illustratore noto con lo pseudonimo di Victor Max Ninon, lavora come illustratrice déco insieme al marito e i lavori in collaborazione vengono firmati Edina e Ninon. Negli anni '20 e '30 realizza numerose cartoline per le case editrici milanesi Degami, Cecami ed N.M.M., e vari calendarietti da barbiere per diverse aziende di cosmetici come la Viset (1923, 1924, 1928), la Gi.Vi.Emme (1928), la Caleri (1925), la Valli (1941, 1942) e la Bertelli (1939, 1950, 1951).

## La ceramica
Tra le attività più note di Edina Altara c'è quella della produzione ceramica, alla quale l'artista si dedica a partire dagli anni trenta. L'intervento di Edina nella ceramica, tuttavia, si limita alla creazione dei disegni. A produrre i pezzi (piatti, piattini e mattonelle dipinti sottovetrina, con cornici sarde o in palma nana, queste ultime realizzate da Iride), è la ditta sassarese Margelli (un negozio di gioielli e articoli da regalo), che ne affida la realizzazione alla Manifattura Ceramiche Faentine di Minardi. Si conosce anche un piatto, intitolato "A convegno", prodotto dalla Lenci di Torino. Alla fine degli anni trenta, a causa delle difficoltà della guerra, l'artista ripiega sulla più economica tecnica “a freddo” (decorazione con colori sintetici su ceramiche smaltate in bianco), e coinvolge le sorelle Iride e Lavinia nella realizzazione dei propri bozzetti, dando vita quasi a una piccola impresa familiare. I bozzetti, realizzati a collage da Edina, una volta riprodotti in ceramica con la tecnica dello spolvero si traducevano in immagini asciutte e sintetiche. Queste mattonelle, oltre che nel negozio Margelli, vengono vendute nel negozio di Arte Sarda Ferrigno della Maddalena. Delle mattonelle prodotte con la tecnica a freddo, si conoscono una settantina di soggetti differenti. In prevalenza si tratta di figure femminili (quelle maschili sono pochissime). Ci sono alcune maternità, ma per il resto sono solo figure singole. Delle mattonelle e dei piatti realizzati a Faenza, si conoscono una ventina di soggetti. In gran parte sono scene con più persone. Questi soggetti venivano tradotti sia su piatti di varie misure, da piccolissimi a enormi (si conosce un esemplare del piatto "A Convegno" di una sessantina di centimetri di diametro), sia su mattonelle. Dello stesso disegno, infatti, è possibile trovare sia la versione su mattonella che quella su piatto.

## La moda
In quello stesso periodo, Edina si dedica anche alla moda e alla decorazione. Artista poliedrica, abile disegnatrice, sensibile e fantasiosa illustratrice, creatrice di moda, dopo la separazione amichevole dal marito, nel 1934, apre a Milano, nella propria casa, un atélier in grado di attirare una raffinata clientela.
Dal 1941 al 1943 collabora con la rivista Grazia, realizzando figurini di moda. Dal 1942 inizia a collaborare con la rivista femminile Bellezza diretta da Gio Ponti del quale, a partire dal 1946, diventa collaboratrice; orna, fra l'altro, numerosi arredi firmati dal designer italiano. Così, fra gli anni quaranta e gli anni sessanta l'assidua collaborazione con Ponti esalta la sua creatività che si muove fra progetti d'arredo e design pubblicati in autorevoli riviste come Stile e Domus. Durante la collaborazione con Gio Ponti, Edina Altara ha avuto modo di lavorare alla decorazione degli arredi di cinque transatlantici: Conte Grande, Conte Biancamano, Andrea Doria, Oceania e Africa. Per il transatlantico Conte Grande realizza l'Allegoria del viaggiare (1950), una grande pannello in olio su vetro, firmato da lei e Gio Ponti.
Nella sua lunga carriera Edina Altara ha illustrato una trentina di libri per ragazzi e ha collaborato con numerose riviste e periodici (disegnando illustrazioni di moda, racconti e pubblicità), tra i quali: La Sorgente, In Penombra, Rivista Sarda, Il giornalino della Domenica, Cuor d'oro, La Donna, Giornale dei Balilla, Noi e il mondo, Lidel, Fantasie d'Italia, Scena illustrata, Per voi Signora, Bellezza, Rakam, Grazia, La Lettura, Fili Moda, Sovrana, La Fiaccola, Il Secolo XX.

## Opere
- Sassari, alla Pinacoteca Nazionale di Sassari è possibile vedere due grandi cristalli retrodipinti provenienti dalla motonave Oceania, concessi dalla Galleria Nazionale di Roma, in una sala interamente dedicata a Edina Altara. Esposti anche due oli su masonite, "La Creazione" e "San Giovanni Battista", sei mattonelle di ceramica, sei fiammiferi vestiti, un altarino e una specchiera decorata con fiori di metallo. Queste opere sono state concesse in comodato dall'archivio Altara.
- Nuoro, al museo Museo d'arte della provincia di Nuoro è possibile vedere il collage S'Isposa del 1919, donato dalla Altara al pittore Melkiorre Melis.
- Oliena, al resort Su Gologone è possibile ammirare una ricca collezione di ceramiche (mattonelle e piatti) realizzati dalla Altara tra gli anni trenta e gli anni quaranta.
- Roma, al Quirinale, alla Loggia d'Onore, è esposto il collage del 1916 intitolato "Nella terra degli intrepidi sardi - Jesus salvadelu", acquistato nel 1917 a Torino da Re Vittorio Emanuele III.